# クナ・ヤラ自治県
クナ・ヤラ自治県（スペイン語: Comarca Guna Yala）は、パナマの自治県（コマルカ）。県都はガイギルゴルドゥブ（2016年以前はエル・ポルベニルと呼ばれていた）。沖合に浮かぶガーディ・シュグダブ島は、気候変動の影響で今後数十年以内に水没すると予測されることから、政府はパナマ本土に建設した300戸の住宅に住民を移住させる計画を推進、既に一部は島を後にしている。

## 隣接行政区画
- チョコ県
- エンベラ自治県
- ダリエン県
- パナマ県
- コロン県

## 下位行政区画
- Ailigandí
- Narganá
- Puerto Obaldía
- Tubualá

## 住民
- Guna people